# Quel ficcanaso dell'ispettore Lawrence
Quel ficcanaso dell'ispettore Lawrence (Los mil ojos del asesino) è un film del 1974 diretto da Juan Bosch.

## Trama
L'ispettore Lawrence, della narcotici di Londra viene mandato a Lisbona per il riconoscimento del cadavere di un suo collega, morto in circostanze poco chiare. Dopo aver compiuto il suo dovere, Lawrence finge di prendere l'aereo, decidendo di rimanere nella capitale portoghese per indagare sull'omicidio.